# Гипергликемия
Ги́пергликеми́я (от др.-греч. ὑπερ — сверху, над; γλυκύς — сладкий; αἷμα — кровь) — клинический симптом, обозначающий увеличение содержания глюкозы в сыворотке крови по сравнению с нормой в 3,3—5,5 ммоль/л. Уровень глюкозы измеряется в миллимолях на литр (ммоль/л) в странах бывшего СССР, а также в миллиграммах на децилитр (мг/дл) в США, странах Западной Европы и др.

## Степени тяжести гипергликемии[3]
- Лёгкая гипергликемия — 6,7—8,2 ммоль/л;
- средней тяжести — 8,3—11,0 ммоль/л;
- тяжёлая — свыше 15,1 ммоль/л;
- при показателе свыше 16,5 ммоль/л развивается прекома;
- при показателе свыше 33,3 ммоль/л наступает гиперосмолярная кома.

Для лиц с длительно текущими нарушениями углеводного обмена эти значения могут несколько отличаться.

## Этиология

### Сахарный диабет
Хроническая гипергликемия, которая персистирует независимо от состояния больного, чаще всего бывает в случае сахарного диабета и фактически является основной характеристикой этого заболевания.
Острый эпизод гипергликемии без видимой причины может показывать на манифестацию сахарного диабета или предрасположенность к нему. Эта форма гипергликемии вызвана недостаточным уровнем инсулина. Инсулин катализирует транспорт глюкозы через клеточные мембраны, благодаря чему уровень свободного сахара в крови понижается.

### Расстройства питания
Нарушения в питании могут привести к острой недиабетической гипергликемии, например, при  нервной булимии, когда человек не контролирует количество съеденной пищи и соответственно получает огромную калорийность за один приём пищи. Таким образом из пищи поступает большое количество простых и сложных углеводов.
Некоторые лекарственные вещества способны увеличивать риск развития гипергликемии: β-блокаторы, тиазидные диуретики, кортикостероиды, ниацин, фентамидин, ингибиторы протеаз, L-аспарагиназа и некоторые антидепрессанты.
Биотин-авитаминоз также увеличивает риск развития гипергликемии.

### Стресс
У большинства пациентов, перенёсших острый стресс (инсульт или инфаркт миокарда), гипергликемия способна развиться даже вне рамок диагноза «сахарный диабет». Наблюдения за пациентами и исследования на животных показали, что подобная постстрессовая гипергликемия ассоциирована с более высокой летальностью при инсульте и инфаркте.
Гипергликемия может развиваться на фоне инфекции и воспалительного процесса или стресса. Запускают этот процесс эндогенные контринсулиновые гормоны (катехоламины, глюкокортикоиды и другие). Поэтому повышение уровня глюкозы в крови не должно сразу расцениваться как сахарный диабет 2-го типа — для начала следует исключить все другие причины (в том числе и сахарный диабет у детей, который часто манифестирует именно в подобных ситуациях).

### Побочное действие
Является частым побочным действием от применения противоопухолевого лекарственного препарата Мабтера (Ритуксимаб).

## Измерения
Уровни глюкозы измеряются в миллиграммах на децилитр в некоторых странах (например, США, Германия, Япония, Франция, Израиль, Египет, Колумбия); или в миллимолях на литр, как в странах бывшего СССР. В публикациях в научных журналах обычно используется ммоль/л.
Перевод единиц измерения:
| Уровень, мг/дл | Уровень, ммоль/л |
| -------------- | ---------------- |
| 72             | 4 (норма)        |
| 90             | 5 (норма)        |
| 108            | 6 (норма)        |
| 126            | 7                |
| 144            | 8                |
| 180            | 10               |
| 270            | 15               |
| 288            | 16               |
| 360            | 20               |
| 396            | 22               |
| 594            | 33               |

Уровни глюкозы изменяются до и после приёмов пищи, и неоднократно в течение дня; определение «нормы» различно. Вообще нормальный диапазон для большинства людей (здоровые взрослые) является приблизительно 4—8 ммоль/л. Длительные более высокие уровни сахара в крови приводят к поражению кровеносных сосудов и органов, которые они кровоснабжают, приводя к осложнениям диабета. Хроническая гипергликемия может быть измерена с помощью определения уровня гликозилированного гемоглобина.

## Симптоматика
Следующие признаки могут быть связаны с острой или хронической гипергликемией, первые три включены в классическую гипергликемическую триаду:
- Полидипсия — жажда, особенно чрезмерная жажда
- Полиурия — частое мочеиспускание
- Потеря веса
- Усталость
- Затуманенное зрение
- Плохое заживление ран (порезы, царапины, и т. д.)
- Сухость во рту
- Сухость или зуд кожи
- Вялотекущие инфекции, плохо поддающиеся стандартной терапии, такие как влагалищный кандидоз или наружный отит
- Дыхание Куссмауля
- Аритмия
- Кома

Признаки острой гипергликемии могут включать:
- Кетоацидоз
- Нарушения сознания
- Обезвоживание из-за глюкозурии и осмотического диуреза

## Лечение
В большинстве случаев лечение предусматривает введение инсулина, а также лечение основного заболевания, вызвавшего гипергликемию.